# Exothecinae
Sous-famille
Les Exothecinae sont une sous-famille d'insectes hyménoptères de la famille des Braconidae (les « guêpes parasites »).

## Systématique
La sous-famille des Exothecinae a été créée par Arnold Förster en 1862,.

## Présentation

### Apparence
Guêpes parasites assez petites (1,2-3,5 millimètres), sombres et relativement élancées aux ailes arrondies.

### Style de vie
Ce sont des parasitoïdes qui parasitent les larves de coléoptères ou de papillons au mode de vie caché, quelques-uns s'attaquent aussi aux guêpes végétales.

## Liste des genres
- genre Afrotritermus Belokobylskij, 1995
- genre Aulosaphanes Belokobylskij, 2004
- genre Colastes Haliday, 1833 - i Norge:
  - Colastes braconius Haliday, 1833
  - Colastes incertus (Wesmael, 1838)
  - Colastes lapponicus (Thomson, 1892)
- genre Pambolus
- genre Pseudophanomeris Belokobylskij, 1984
- genre Rhysipolis
- genre Shawiana van Achterberg, 1983
- genre Tritermus van Achterberg, 1982
- genre Xenarcha Förster, 1862

### Publication originale
- (de) A. Förster, Synopsis der Familien und Gattungen der Braconen, vol. 19, coll. « Verhandlungen des Naturhistorischen Vereines der Preussischen Rheinlande und Westphalens », 1862, 225-288 p.